# ブロセリアンドの魔物
『ブロセリアンドの魔物』（ブロセリアンドのまもの、原題: Brocéliande）は、2002年のフランスの映画。

## あらすじ
発掘調査隊がアーサー王が眠るとされるブロセリアンドの森を発掘した。
その際、悪霊が目をさまし、惨劇の幕が切って落とされるのであった。

## キャスト
- クロエ：エルザ・キコイン
- イリス：シリア・マルキ
- レア：アリス・タグリオーニ
- エルヴァン：マチュー・シモネ
- ジル：セドリック・シェヴァルメ
- トマ：アレクシ・ロレ
- ヴェルネ教授：アンドレ・ウィルム
- ブレノス教授：ヴァーノン・ドブチェフ
- エリック・ネーヴェ

### 吹き替え
- クロエ：小島幸子
- ヴェルネ教授：村松康雄
- エルヴァン：鈴木正和
- イリス：手塚ちはる
- ジル：河野智之
- ブレノス教授：園部啓一
- レア：久行敬子
- トマ：勝沼紀義
- その他：佐藤晴男、	中條佐栄子、御園行洋、五代あつし、中島絵美